# Landerer Lajos
Landerer Lajos (Pozsony, 1800. május 1. – Vác, 1854. február 1.) nyomdász, Landerer Mihály János (1765–1810) nyomdász fia, Landerer János Mihály (1726–1795) nyomdász unokája.

## Életpályája

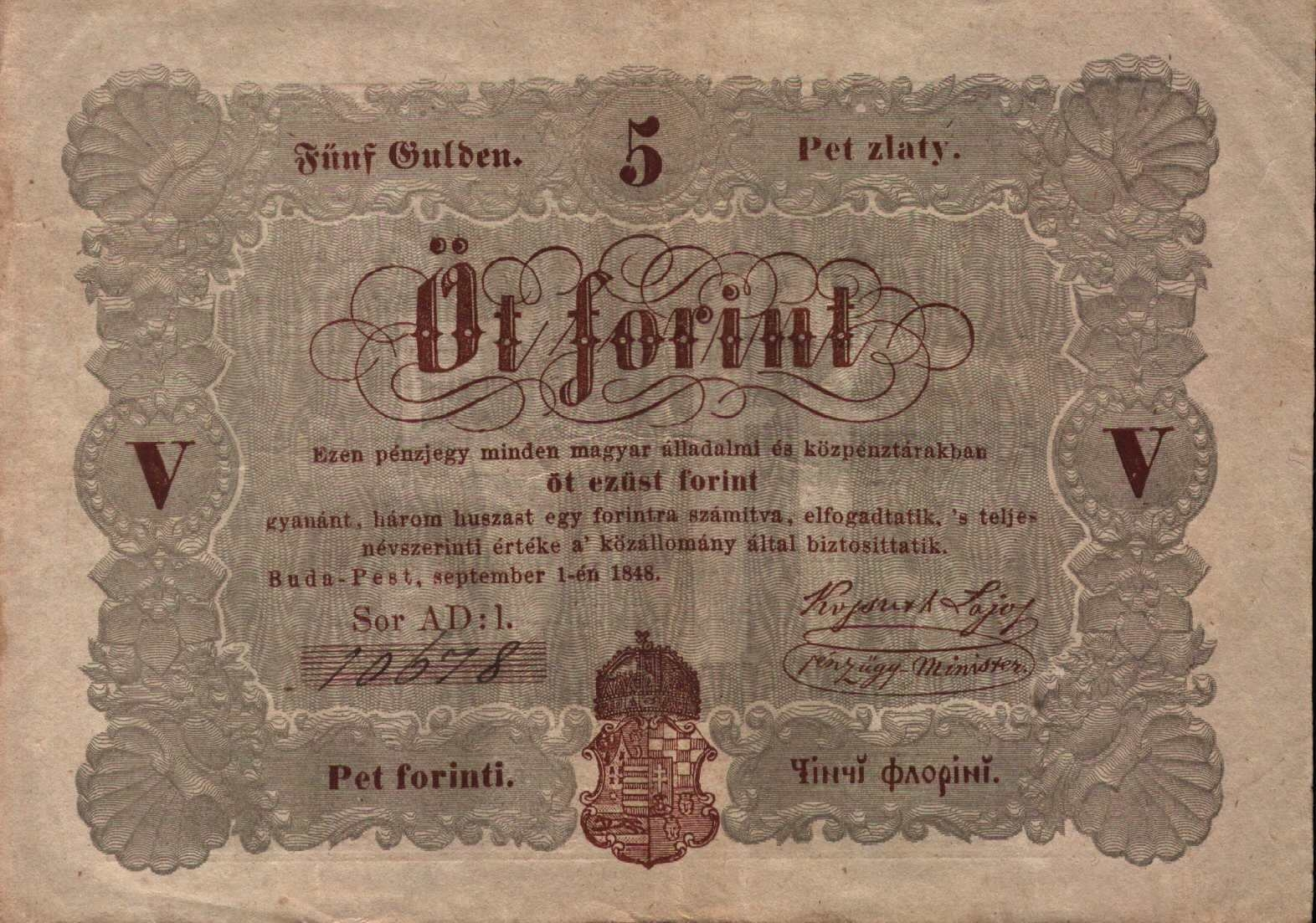
Kossuth-bankó. Tervezte: Tyroler József

Neves, német eredetű magyar nyomdászcsaládban született. Apja halála, 1810. április 16-a után örökölte a család pesti és pozsonyi nyomdáját. Bölcsészeti tanulmányok után rövid ideig katonáskodott, majd Bécsben kitanulta a kőnyomtatást. Nyomdái tényleges vezetését 1824-ben vette át. A későbbi főváros jelentőségét felismerve, elsősorban pesti nyomdáját fejlesztette jelentősen. 1833-ban, Magyarországon elsőként ő készített színes nyomatot. Az 1838-as pesti árvíz idején számos ember életét megmentette, ezért a város díszpolgárává választották. 1840-ben Heckenast Gusztáv könyvkereskedővel társulva Landerer és Heckenast néven nyomda és kiadóvállalatot alapított, amely Magyarországon az első, modern értelemben vett nagy teljesítményű nyomdaipari vállalkozás volt.
Landerer jó kapcsolatot tartott a bécsi udvari körökkel és az osztrák titkosrendőrséggel is, így mikor a vállalkozás 1841-ben megindította a Pesti Hírlap kiadását, Metternich herceg javaslatára a lap szerkesztésére Kossuth Lajost kérte fel. Metternich arra számított, hogy ezzel a politikai fogságból éppen kiszabadult Kossuth Lajos tevékenységét a cenzúra keretei közé szoríthatja. A számítás nem vált be, ezért 1844-ben a bécsi udvar nyomására Landerer kiprovokálta Kossuth lemondását a szerkesztői posztról.

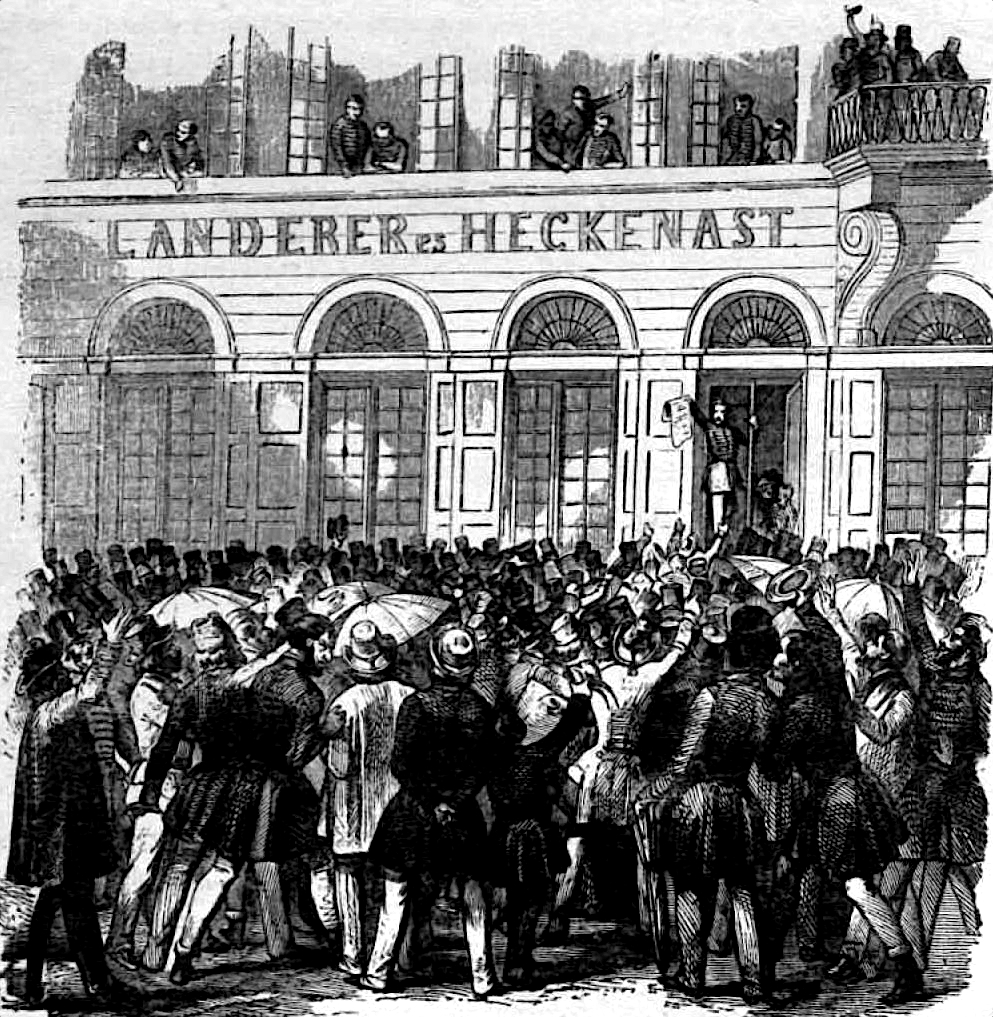
A szabadsajtó első terméke Pesten 1848. március 15

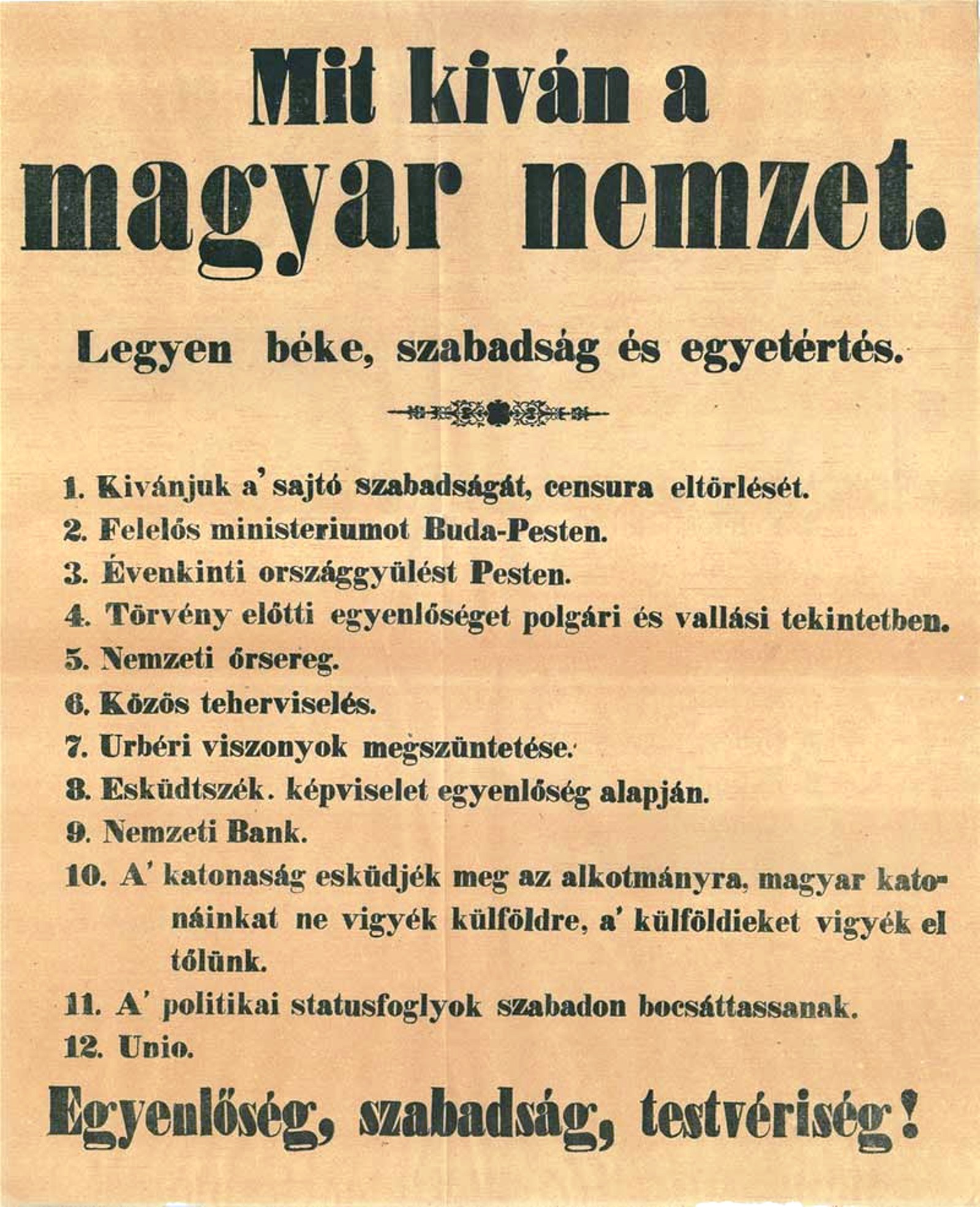
A Tizenkét pont

"Landerer és Heckenast uraknak minden mértéket meghaladó szennyes piszkosságát tovább tűrnöm lehetetlen. Dolgozom, mint a barom, kérkedés nélkül mondhatom, lelke, fenntartója vagyok a Pesti Hírlapnak… Sok ember mondotta már, hogy valósággal bolond vagyok az ő igavonó marhájuk lenni, s az örökös munkával, örökös bosszúsággal életemet, egészségemet érettük felemészteni…" - Kossuth Lajos
A lap szerkesztője ezután Szalay László lett. Landerer Lajos 1848. március 15-étől kezdve együttműködött a forradalmiakkal, az ő nyomdájában nyomtatták ki cenzori engedély nélkül a 12 pontot és a Nemzeti dalt, megvalósítva ezzel a forradalom egyik legfontosabb vívmányát, a sajtószabadságot. Később az általa berendezett bankjegynyomdában készítették a Kossuth-bankókat. A bankjegynyomda követte a kormányt Debrecenbe, Szegedre és Aradra, majd a szabadságharc végén Lugoson működött. A világosi fegyverletételt követően bujdosni kényszerült, és visszatérése után sem vehetett részt vállalkozása irányításában.
A nyomda Landerer Lajos halálát követően még kilenc évig Landerer és Heckenast néven működött, majd 1863-tól nevében is Heckenast Gusztáv vállalkozásává vált. 1873-ban ebből a vállalkozásból alakult meg a Franklin Társulat.
1854. február 1-én hunyt el agyvérzésben, Vácott, bár több helyen - hibásan - Pestet említik. A váci középvárosi temetőben helyezték örök nyugalomra, február 3-án. Sírját 2012-ben a temető felszámolásakor elbontották.